# Siamese eksterspreeuw
De Siamese eksterspreeuw (Gracupica floweri) is een vogel uit de familie van de spreeuwachtigen (Sturnidae) uit de orde van de zangvogels (Passeriformes). De vogel werd in 1897 door Richard Bowdler Sharpe als soort met de naam Sturnopastor floweri beschreven, een eerbetoon aan de heer Stanley S. Flower, toenmalig directeur van het museum in Bangkok. Daarna werd het lang als een ondersoort van de Indiase eksterspreeuw beschouwd. Het is (opnieuw) een aparte soort op de IOC World Bird List.

## Kenmerken
De vogel lijkt sterk op de Indiase eksterspreeuw, maar heeft meer wit, in de vorm van streepjes op de voorkant van de kruin en een grotere, roodoranje naakte huid rondom het oog, maar niet zo nadrukkelijk als bij de Javaanse eksterspreeuw.

## Verspreiding en leefgebied
Het verspreidingsgebied loopt  van zuidelijk en oostelijk Myanmar en zuidelijk China tot Thailand, Laos en Cambodja. Deze eksterspreeuw komt voor in een groot aantal leefgebieden – meestal open landschappen, rijstvelden, struwelen en tuinen